# Autocesta A1
L'autostrada A1 (in croato autocesta A1) è un'autostrada della Croazia. Attualmente è lunga 483 km da Zagabria (uscita Lučko), via Spalato, fino a Porto Tolero. Inizialmente era previsto anche il prolungamento verso sud fino a Ragusa e al confine montenegrino.
L'A1 è generalmente considerata la principale autostrada della Croazia, in quanto connette la parte continentale dello Stato e la sua capitale Zagabria con la parte costiera della Dalmazia e Spalato, la seconda più grande città della Repubblica. È la prima autostrada moderna del genere che passa attraverso le montagne per buona parte del suo percorso.

## Caratteristiche

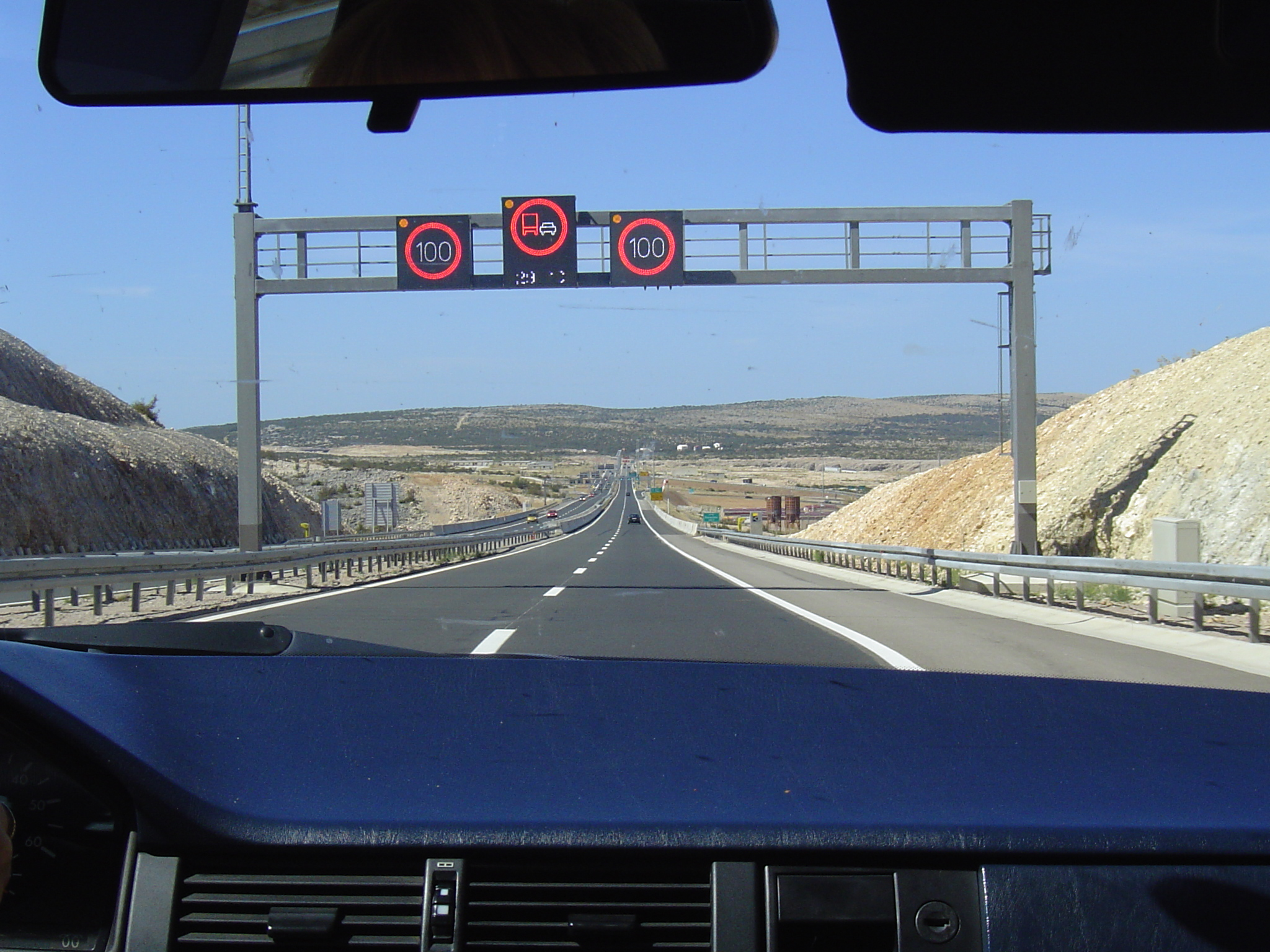
L'A1 vicino alla galleria di San Rocco.

L'autostrada consta di due corsie e una corsia di emergenza per ogni senso di marcia per tutta la sua lunghezza. Nella galleria Mala Kapela e nella galleria di San Rocco, le seconde canne sono state completate solamente nel 2009.
Ognuno dei due tunnel connette due zone climatiche: il Mala Kapela connette la zona climatica continentale della Croazia centrale con la zona climatica alpina delle montagne, mentre la galleria di San Rocco connette la zona climatica alpina con quella mediterranea della Dalmazia.

## Storia
Il primo tratto da Zagabria a Karlovac fu costruito negli anni settanta. Venne poi in parte ripresa la sua costruzione negli anni novanta quando ebbe inizio lo scavo della galleria di San Rocco. La maggior parte della sua costruzione iniziò però nei primi anni 2000, culminando nella grande apertura del 26 giugno 2005 della sezione Karlovac-Spalato. La sezione tra Spalato e Šestanovac è stata aperta il 27 giugno 2007 e l'anno dopo è stata la volta della tratta fino a Ravča, un insediamento del comune di Vergoraz, il 30 giugno 2011 è stata aperta la tratta tra Ravča e Vergoraz.

Il tratto tra Vergoraz e lo snodo di Porto Tolero-Karamatići (di 16,1 chilometri), nonché il tratto dell'A10 tra il valico di confine con la Bosnia ed Erzegovina e Metković (di 7,5 chilometri), sono stati aperti al traffico il 20 dicembre 2013.

## Sviluppi futuri

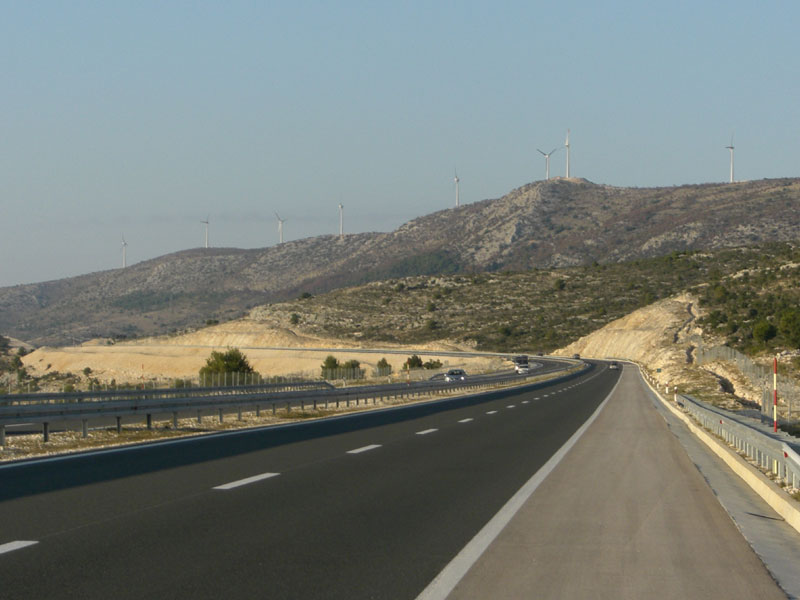
Monte Tartaro con gli impianti eolici e l'autostrada A1 vicino a Sebenico.

È previsto il prolungamento dell'autostrada verso Ragusa. Se e come l'A1 continuerà oltre Porto Tolero è ancora oggetto di dibattito:
- Il 26 luglio 2022 è stato aperto il ponte di Sabbioncello che permette di aggirare i 10 chilometri del litorale di Neum appartenenti alla Bosnia ed Erzegovina. La nuova autostrada potrebbe sfruttare questo percorso, anche se però il ponte non è stato costruito con standard autostradali.
- l'eventuale passaggio della nuova autostrada in territorio bosniaco richiederebbe un accordo bilaterale tra le due nazioni, e porrebbe il problema della doppia frontiera da attraversare per arrivare all'exclave croata.

## Percorso

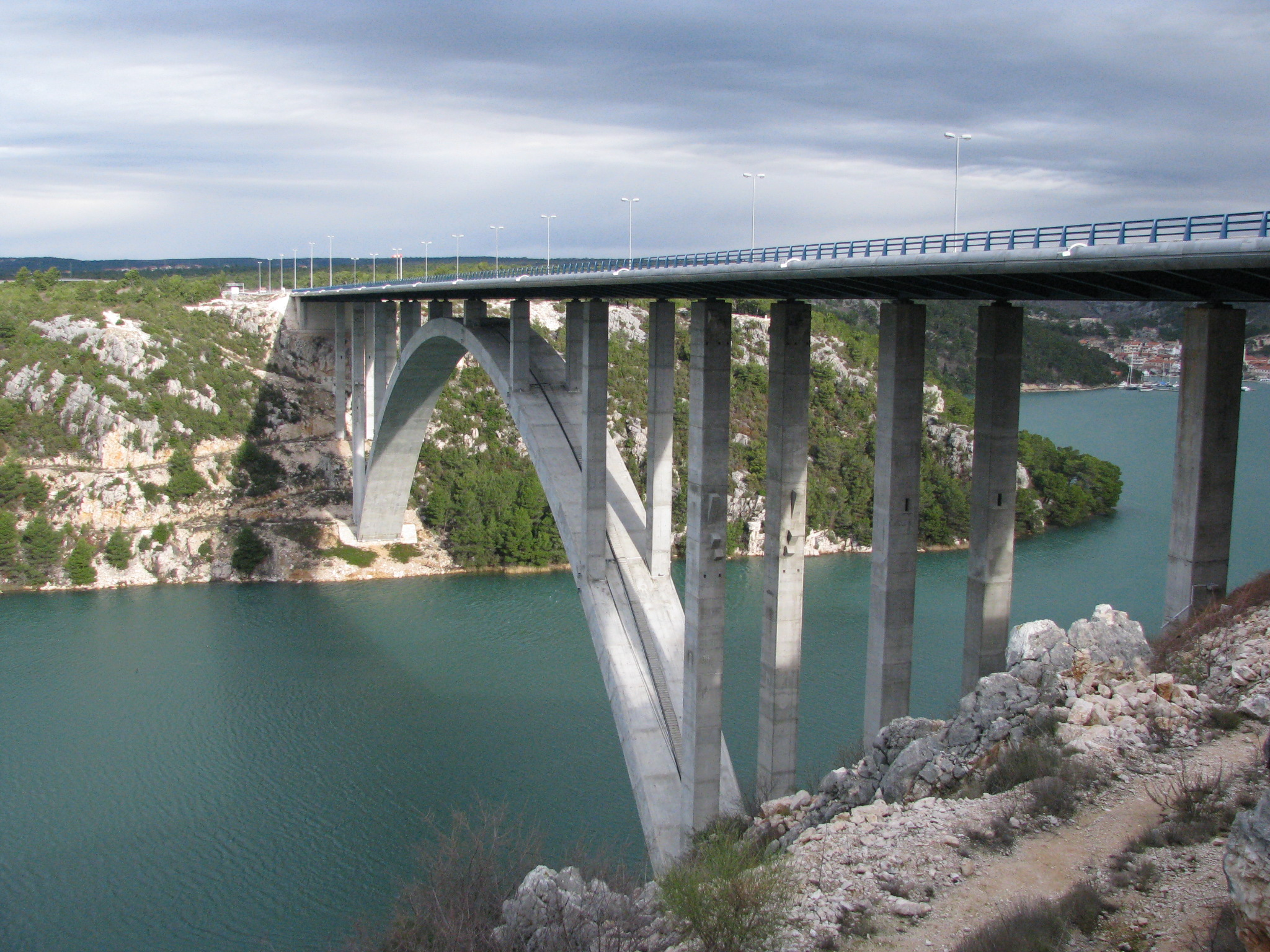
Veduta del viadotto Cherca nel tratto tra Scardona e Sebenico

| A1 Dalmatina                                                                     |          |
| Tipologia                                                                        | ?km?     |
| Zagreb Lučko A3                                                                  | 0,0 km   |
| Barriera Lučko                                                                   | 0,6 km   |
| Area di Servizio "Desinec sjever" - "Desinec jug" ”Desinec nord” - ”Desinec sud” | x,x km   |
| Jastrebarsko D310                                                                | 19,9 km  |
| Area di Servizio "Draganic"                                                      | x,x km   |
| Karlovac B1                                                                      | 38,5 km  |
| Novigrad na Dobri (in progetto)                                                  | 49,9 km  |
| Parcheggio "Vukova Gorica"                                                       | x,x km   |
| Bosiljevo 1                                                                      | 62,8 km  |
| Bosiljevo 2 Delnice - Rijeka (Fiume)                                             | 66,6 km  |
| Area di Servizio "Dobra"                                                         | 78 km    |
| Ogulin Josipdol                                                                  | 86,6 km  |
| Parcheggio "Modruš"                                                              | 100 km   |
| Galleria "Mala Kapela" (Grande Capella) 5800 m                                   | x,x km   |
| Parcheggio "Jezerane zapad” " "Jezerane ovest”                                   | 109 km   |
| Brinje Križpolje                                                                 | 115 km   |
| Area di Servizio "Brinje"                                                        | 119 km   |
| Žuta Lokva Senj (Segna)                                                          | 124,7 km |
| Parcheggio "Brloška Dubrava"                                                     | 134 km   |
| Otočac Vrhovine                                                                  | 137,6 km |
| Parcheggio "Ličko Lešće"                                                         | 152 km   |
| Area di Servizio "Janče"                                                         | 159 km   |
| Perušić                                                                          | 169,5 km |
| Parcheggio "Lički Osik"                                                          | 175 km   |
| Gospić Karlobag (Carlopago)                                                      | 180,8 km |
| Parcheggio "Jadova"                                                              | 191 km   |
| Area di Servizio "Zir"                                                           | x,x km   |
| Gornja Ploča D522 Lovinac                                                        | 203,7 km |
| Sveti Rok Gračac                                                                 | 209,3 km |
| Tunnel Sveti Rok 5727 m "Tunnel San Rocco"                                       | x,x km   |
| Parcheggio "Marune jug" "Marune sud"                                             | 227 km   |
| Area di Servizio "Jasenice" "Giasenizze"                                         | 239 km   |
| Maslenica D8 Jasenice (Giasenizze) Obrovazzo                                     | 242,1 km |
| Posedarje D106 Pag (Pago) - Novalja (Novaglia) - Isola di Pago Possedaria        | 249,3 km |
| Zadar 1 D8 Poličnik (Polisseno) Zara 1                                           | 253,1 km |
| Zadar 2 D502 Zadar (Zara) - Zemunik Donji (Zemonico Inferiore) Zara 2            | 262 km   |
| Area di Servizio "Nadin" "Nadino"                                                | 271 km   |
| Bencovac D503 Biograd na moru (Zaravecchia) Bencovazzo                           | 278,3 km |
| Parcheggio "Pristeg"                                                             | 292 km   |
| Pirovac D59 Stankovci (Stancovazzo) Slosella                                     | 299,8 km |
| Area di Servizio "Prokljan" "Poclan"                                             | 306 km   |
| Skradin D56 Drniš (Dernis) Scardona                                              | 309,8 km |
| Parcheggio "Krka" Parcheggio "Cherca"                                            | 315 km   |
| Šibenik Sebenico                                                                 | 318,7 km |
| Area di Servizio "Vrpolje" "Verpoglie"                                           | 332 km   |
| Vrpolje Verpoglie                                                                | 333,2 km |
| Parcheggio "Sitno"                                                               | 343 km   |
| Prgomet D58 Seget (Seghetto) - Trogir (Traù) Bergametto                          | 350,5 km |
| Parcheggio "Radošić"                                                             | 356 km   |
| Vučevica                                                                         | 364,2 km |
| Area di Servizio "Kozjak" "M.te Capraio"                                         | 369 km   |
| Dugopolje D8 Split (Spalato) - Klis (Clissa) - Sinj (Signo) Dugopoglie           | 377,8 km |
| Bisko D62 Trilj (Treglia) Bisco                                                  | 388,8 km |
| Area di Servizio "Mosor" "Mossor"                                                | 392 km   |
| Blato na Cetini D62 Omiš (Almissa) Blato della Cetina                            | 407 km   |
| Šestanovac D39 Makarska (Macarsca) Sestano                                       | 413,8 km |
| Zagvozd D62 Imotski (Imoschi), D532 Bascavoda "Zagost"                           | 424,2 km |
| Ravča "Ravicia"                                                                  | 453,6 km |
| Vrgorac D62 Veliki Prolog (Prolog Grande) Vergoraz                               | 465,1 km |
| Ploče - Karamatići D425 Ploče (Porto Tolero) Porto Tolero - Caromatici           | 476,3 km |
| Metković A10, D62 Metković Metcovich                                             | 478,9 km |